# 青海町
青海町（おうみまち）は、かつて新潟県西頚城郡に属していた町。2000年国勢調査における糸魚川市への通勤率は27.8%。2005年（平成17年）3月19日、糸魚川市、西頸城郡能生町及び青海町が合併して、改めて糸魚川市が発足する。

## 地理
- 日本海
- 飛騨山脈（北アルプス）

## 歴史
- 1889年（明治22年）4月1日 - 町村制の施行により、西頸城郡青海村、橋立村及び寺地村の区域の一部の区域をもって、西頸城郡青海村（おうみむら）が発足する。
- 1901年（明治34年）11月1日 - 西頸城郡青海村及び田海村が合併して、西頸城郡青海村が発足する。
- 1927年（昭和2年）8月1日 - 町制施行して、西頸城郡青海町となる。
- 1954年（昭和29年）10月1日 - 西頸城郡歌外波村、市振村、上路村及び今井村の区域の一部を編入する。
- 2005年（平成17年）3月19日 - 糸魚川市、西頸城郡能生町及び青海町が合併して、糸魚川市が発足する。

糸魚川市の歴史も参照。

## 行政
- 町長：小野佳一（1991年4月28日から2005年3月19日まで）

## 経済
電気化学工業（後のデンカ）の企業城下町であり、町内に工場と開発拠点がある。

### 産業
- 産業人口（2000年国勢調査）
  - 第1次産業：105人
  - 第2次産業：2,278人
  - 第3次産業：2,561人

### 娯楽
- 北斗座 - 映画館[1]。

#### 漁業
- 親不知漁港
- 市振漁港

## 姉妹都市・提携都市

### 国内
- 山形村（長野県東筑摩郡）

## 教育

### 中学校
- 青海町立青海中学校

### 小学校
- 青海町立田沢小学校
- 青海町立青海小学校
- 青海町立歌外波小学校
- 青海町立市振小学校

出典：

## 交通

### 鉄道
- 西日本旅客鉄道
  - 北陸本線(現日本海ひすいライン)：市振駅 - 親不知駅 - 青海駅

### 道路

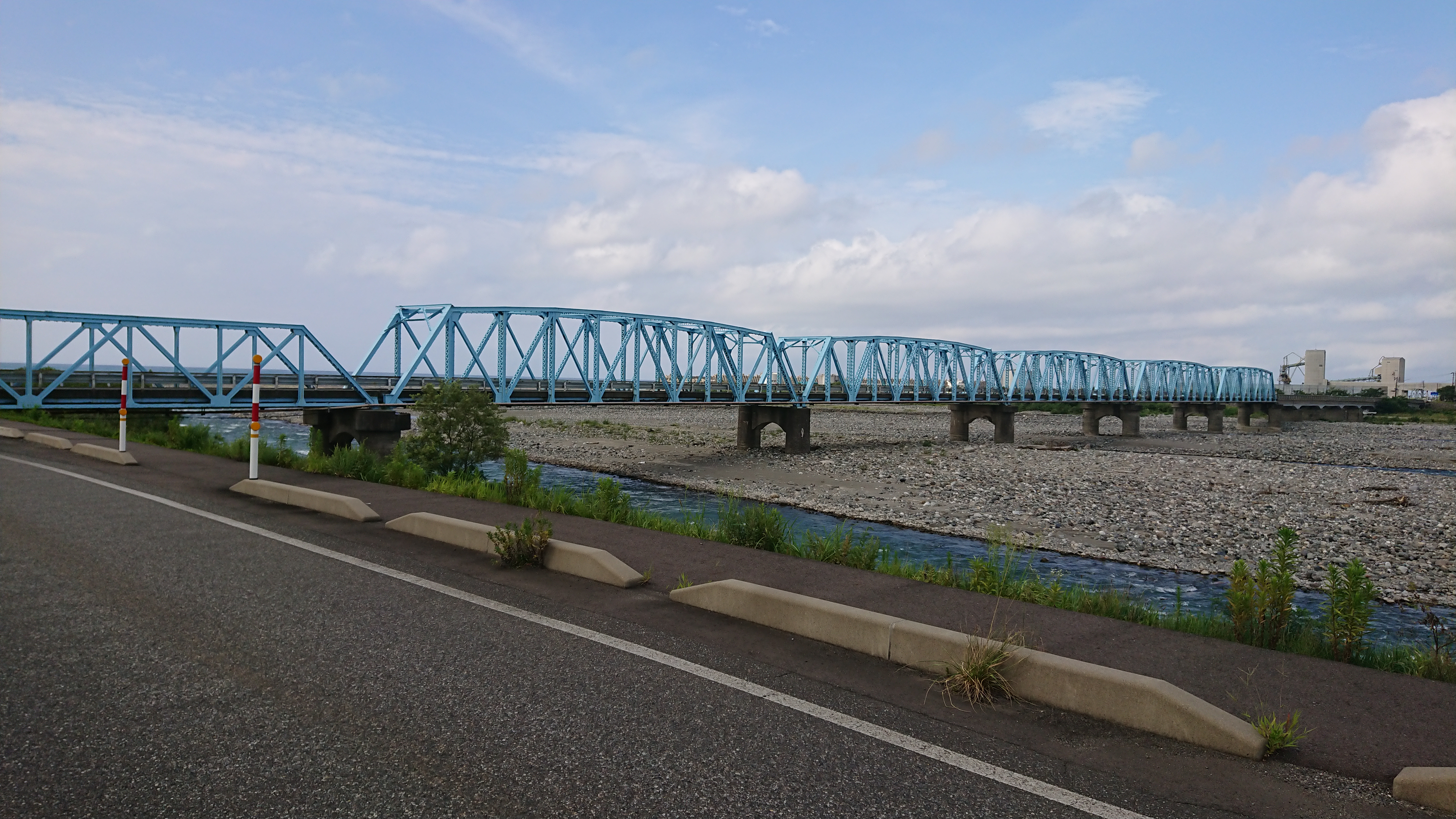
姫川を渡る姫川橋

- 高速道路
  - 北陸自動車道親不知インターチェンジ
- 一般国道
  - 国道8号
- 県道
  - 新潟県道115号上路市振停車場線
  - 新潟県道155号橋立青海停車場線
  - 新潟県道368号青海水崎線
  - 新潟県道486号姫川港青海線
  - 新潟県道487号姫川港線
  - 新潟県道525号親不知外波線

## 名所・旧跡・観光スポット・祭事・催事
- 黒姫山
- 白鳥山
- 親不知
- 竹のからかい（重要無形民俗文化財）
- 道の駅親不知ピアパーク
- 親不知コミュニティロード
- 道の駅越後市振の関
- おくのほそ道#市振の関

## 出身有名人
- 川合俊一  - バレーボール選手。
- 永井大  - 俳優・タレント。
- 黒姫山秀男 - 大相撲力士。
- 伊藤敏博 - シンガーソングライター。